# Nickhaut

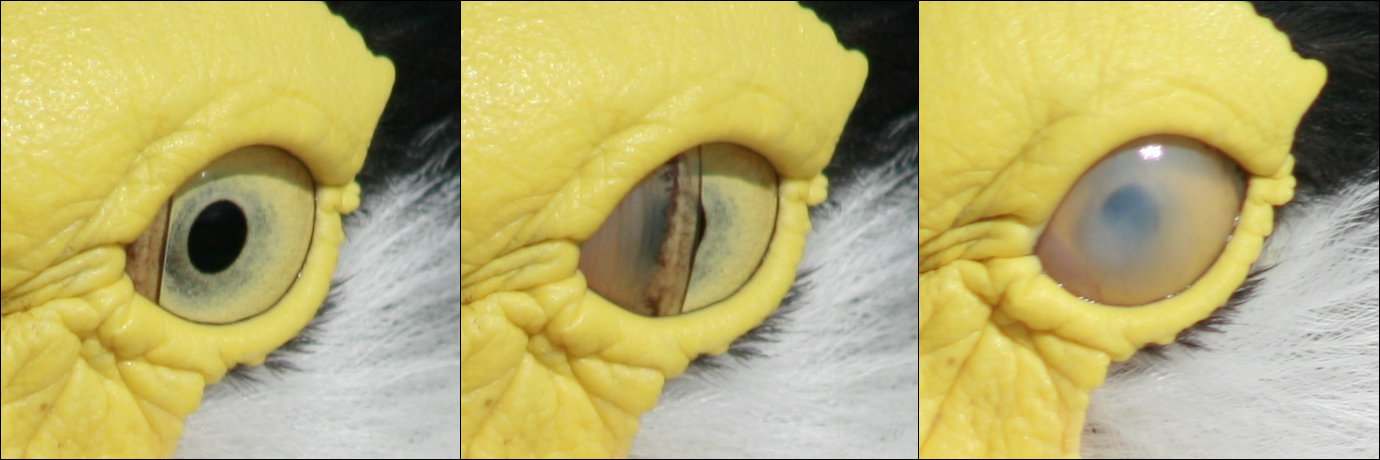
Nickhautschlag bei einem Maskenkiebitz

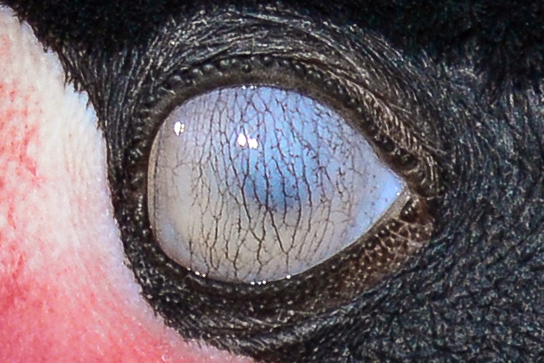
Nickhaut eines Kronenkranichs (Augenlid jedoch geöffnet). Deutlich sichtbar ist ein Gefäßnetz, das die gesamte Nickhaut versorgt.

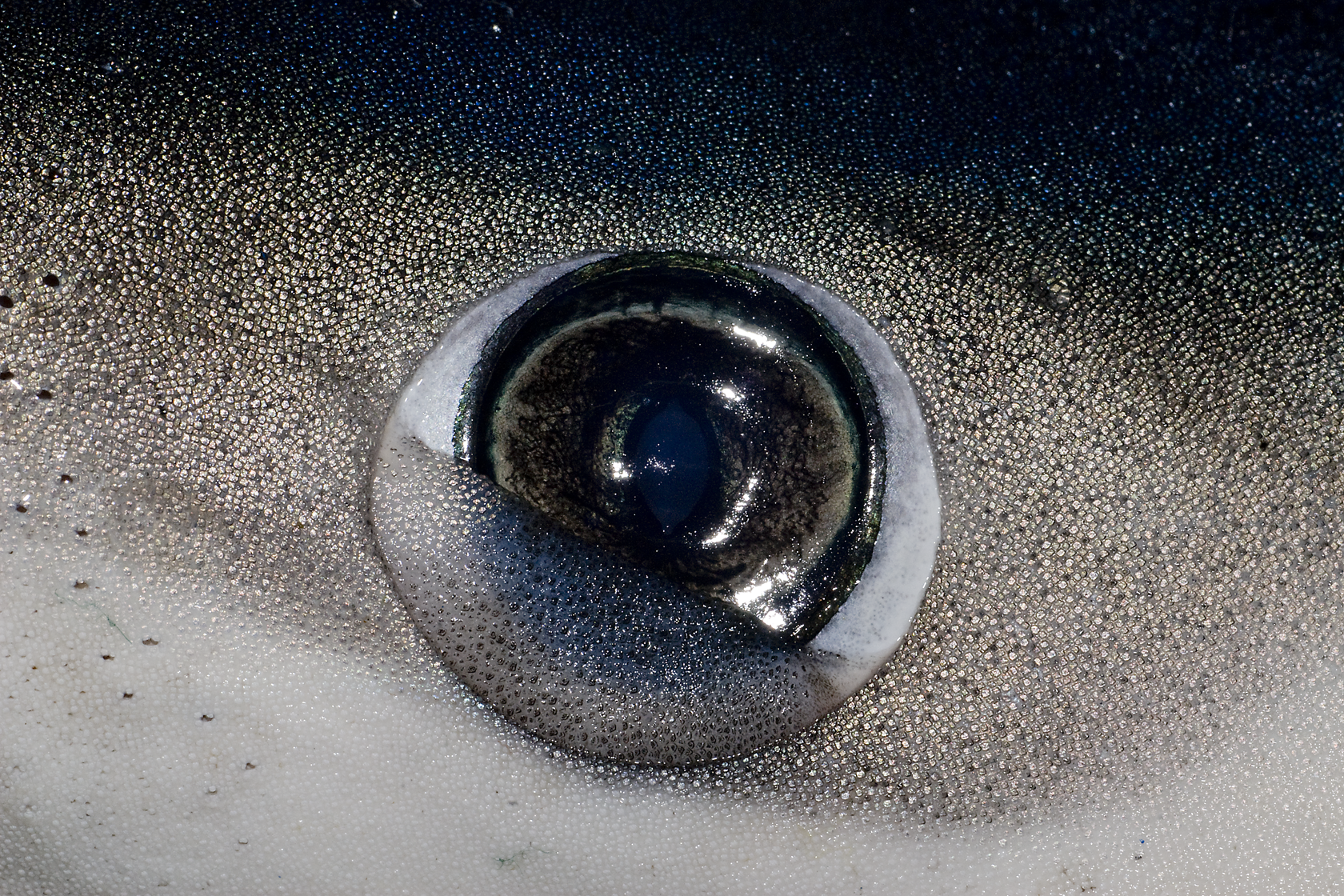
Nickhaut eines Blauhais

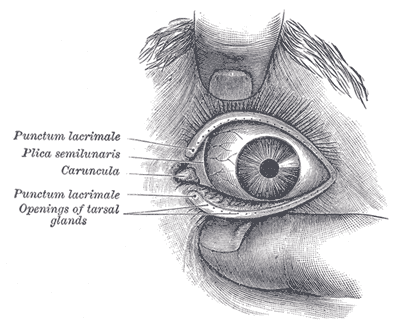
Rudimentäre Nickhaut des Menschen (im Bild mit Plica semilunaris beschriftet)

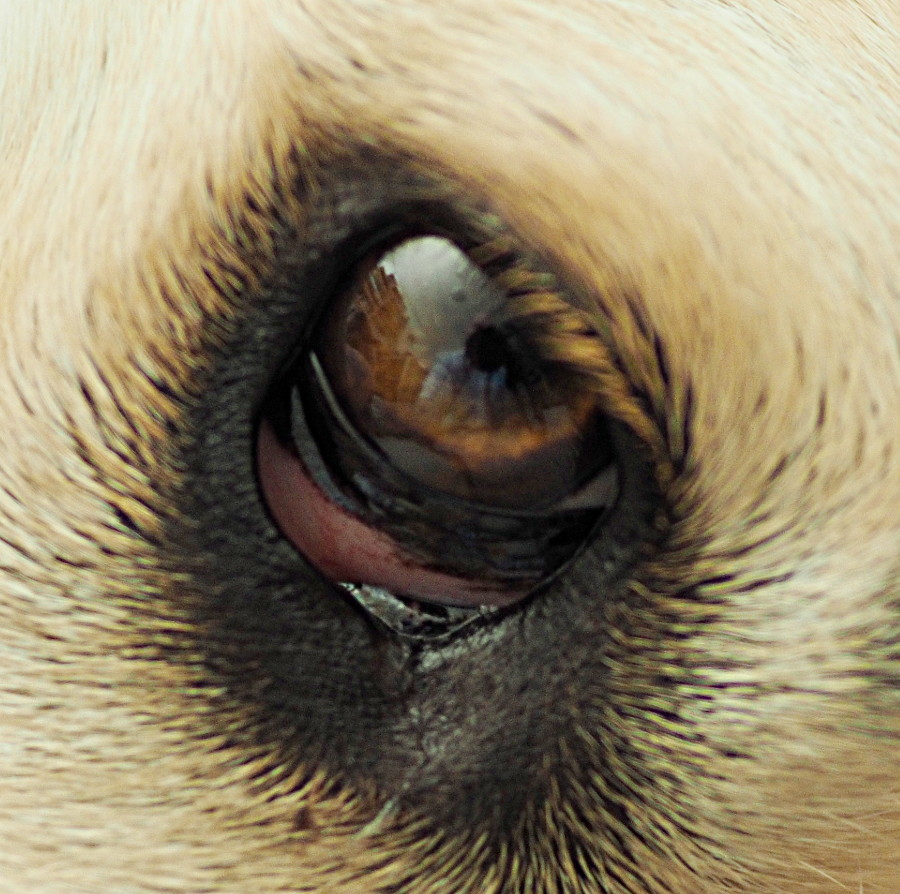
Nickhaut eines Haushundes

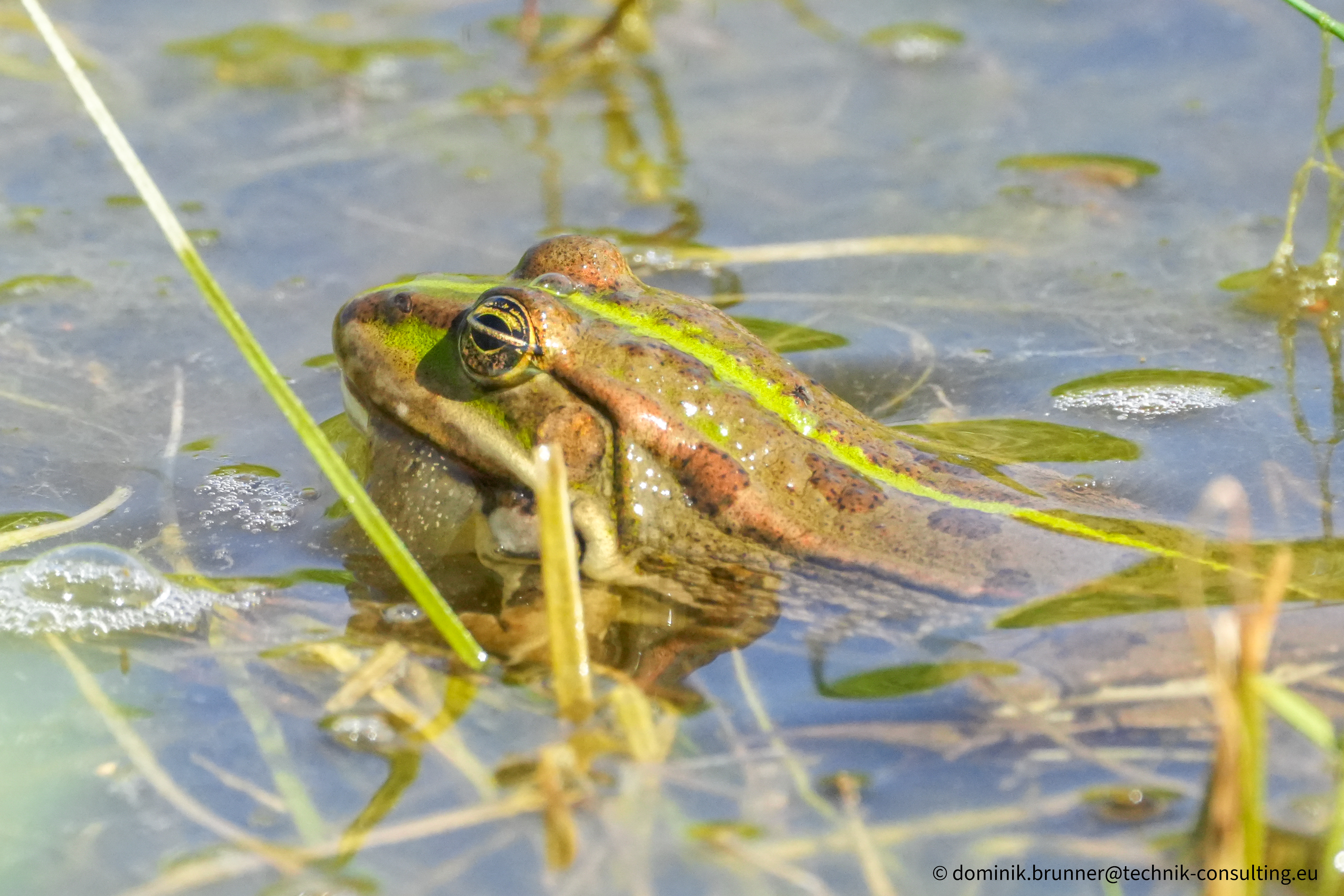
Teichfrosch mit gut erkennbarer Nickhaut

Die Nickhaut (Plica semilunaris conjunctivae, Membrana nictitans) oder „drittes Augenlid“ (Palpebra tertia) ist eine zusätzliche Bindehautfalte im nasenseitigen Augenwinkel. Bei vielen Wirbeltieren ist sie transparent und kann wie eine Schutzbrille vor das Auge geklappt werden. Beim Menschen und den meisten anderen Primaten ist sie nur rudimentär; eine Ausnahme ist der Gewöhnliche Bärenmaki.

## Aufbau
Die Nickhaut besteht aus einer Eigenschicht, in der der T-förmige Blinzknorpel (Cartilago palpebrae III) eingelagert ist. Die Eigenschicht wird von einem mehrschichtigen Epithel mit Becherzellen überzogen. In der Schleimhaut der Nickhaut befinden sich zahlreiche Lymphfollikel.
In die Nickhaut sind, tierartlich verschieden, Drüsen eingelagert, die zusätzliche Tränendrüsen darstellen. Die oberflächliche Nickhautdrüse (Glandula palpebrae tertiae superficialis) liegt am nasenseitigen Querbalken des Blinzknorpels. Die tiefe Nickhautdrüse (Glandula palpebrae tertiae profunda) – auch als Harder-Drüse bezeichnet – kommt nicht bei allen Tieren vor. Ausgeprägt ist sie beispielsweise bei Nagetieren, Rindern und Schweinen. Die Nickhautdrüsen produzieren zusammen mit der Tränendrüse die mittlere Schicht des Tränenfilms.
Die Nickhaut besitzt bei vielen Wirbeltieren eingelagerte Muskelfasern, die das dritte Augenlid aktiv horizontal über die Hornhaut verlagern können. Bei den meisten Säugetieren ist die Nickhautmuskulatur rudimentär, eine Ausnahme stellen Katzen dar. Bei den Tieren ohne Nickhautmuskulatur führt ein Zurückziehen des Augapfels (Enophthalmus) zu einer passiven Vorverlagerung der Nickhaut. Diesen Sachverhalt macht man sich auch bei der Untersuchung der Nickhaut zunutze: Durch leichtes Eindrücken des Augapfels durch die Lider hindurch wird die Nickhaut vorverlagert.
Die Blutversorgung erfolgt durch die Arteria palpebrae tertiae aus der Arteria malaris.

## Funktion
Die Nickhaut schützt wie eine Schutzbrille die Hornhaut vor mechanischen Einflüssen und kann wie ein Scheibenwischer zur Entfernung von Fremdkörpern eingesetzt werden. Bei einigen wasserlebenden Tieren (Biber, Rundschwanzseekühe) wird sie während des Tauchens vor die Hornhaut verlagert. Bei anderen aquatischen Säugetieren wie den Ohrenrobben wird sie dagegen nur beim Landaufenthalt eingesetzt und verhindert das Eindringen von Staubkörnern. Bei Eisbären fungiert die Nickhaut wie eine Schneebrille und schützt vor Schneeblindheit.
Bei Vögeln sind in die Nickhaut zwei Muskeln eingelagert, der Musculus quadratus membranae nictitantis und der Musculus pyramidalis membranae nictitantis. Sie ermöglichen einen aktiven Lidschlag der Nickhaut, die bei Vögeln eine größere Rolle für die Verteilung der Tränenflüssigkeit spielt als die Lider selbst. Beim Haushuhn vollführt die Nickhaut etwa 35 Lidschläge pro Minute.

## Klinische Bedeutung
Ein pathologischer Vorfall der Nickhaut (Prolapsus membranae nicitantis oder Protrusio palpebrae tertiae) wird bei einem Einsinken des Augapfels (Enophthalmus) beobachtet, beispielsweise bei Tetanus durch Krampf des Augenrückziehers. Auch Vergiftungen, Horner-Syndrom, Feline Dysautonomie, Kachexie, Phthisis bulbi, Konjunktivitis und Haw-Syndrom können zu einem Nickhautvorfall führen.
Eine Hypertrophie der Lymphfollikel (Conjunctivitis follicularis) auf der hornhautseitigen Fläche der Nickhaut kommt relativ oft bei jungen Hunden vor. Die vergrößerten Lymphfollikel wirken dann wie eine Reibeplatte und führen zu einer mechanischen Reizung der Hornhaut.
Die Blinzknorpeleversion ist eine Abknickung des Blinzknorpels. Beim Nickhautdrüsenvorfall kommt es zu einem Vorfall der Nickhautdrüse. Beide Erkrankungen werden zumeist chirurgisch versorgt.
Die Nickhaut kann als Nickhautschürze zur Abdeckung der Hornhaut verwendet werden.